# Poecilmitis dicksoni
Poecilmitis dicksoni är en fjärilsart som beskrevs av Henning 1977. Poecilmitis dicksoni ingår i släktet Poecilmitis och familjen juvelvingar. Inga underarter finns listade i Catalogue of Life.